# Graptomyza sexnotata
Graptomyza sexnotata är en tvåvingeart som beskrevs av Enrico Adelelmo Brunetti 1908. Graptomyza sexnotata ingår i släktet Graptomyza och familjen blomflugor. Inga underarter finns listade i Catalogue of Life.